# Satyrus haarlovi
Satyrus haarlovi är en fjärilsart som beskrevs av Andrej Nikolajewitsch Avinoff och Sweadner 1951. Satyrus haarlovi ingår i släktet Satyrus och familjen praktfjärilar. Inga underarter finns listade.